# RDF/XML
RDF/XML is een syntaxis om gegevens uit te wisselen via het Resource Description Framework (RDF). Het W3C definieerde RDF/XML om een RDF-grafiek in XML-formaat uit te drukken. Dit heet serialisatie.
RDF/XML kan gezien worden als de door een computer leesbare vorm van RDF, met als tegenhanger Notation3 als een voor de mens leesbare vorm van RDF.